# Talas (oblast)
Talas (Kirgizisch: Талас областы; Russisch: Таласская область) (oppervlakte: 11.400 km²) is een oblast in Kirgizië. Het gebied grenst aan de oblasten Jambıl (westen en noorden; onderdeel van Kazachstan), Chü (oosten) en Jalal-Abad oblast.

## Bestuurlijke indeling
De oblast bestaat uit  vijf delen: 1 stad en 4 rayons (inwoners op 1/1/2015):
- Talas (stad) (Талас шаары) (35.200);
- Bakay-Ata (Бакай-Ата) (48.700);
- Kara-Buura (Кара-Буура) (62.600);
- Manas (Манас) (35.200);
- Talas (rayon) (Талас району) (65.500).

## Economische en demografische gegevens
- Populatie: 226.800 (census 2009)
- Werkenden: 95.300 (2008)
- Export: 14,6 miljoen US-dollars (2008)
- Import: 193,3 miljoen US-dollars (2008)

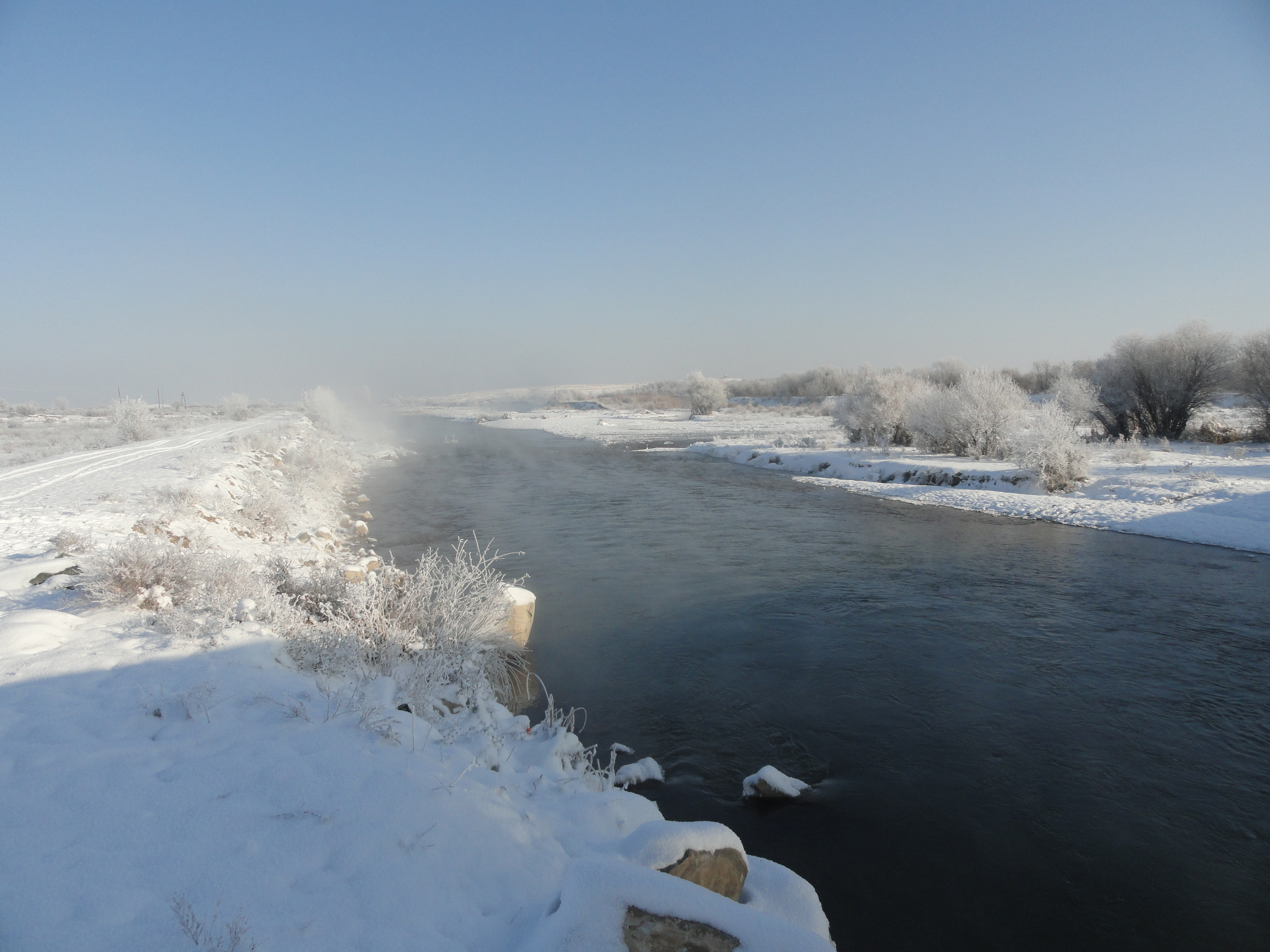
Rivier de Talas